# Elezioni federali in Canada del 2025
Le elezioni federali in Canada del 2025 si sono tenute il 28 aprile per il rinnovo della Camera dei Comuni, la camera bassa del Parlamento del Paese.
Esse sono state indette in anticipo rispetto alla scadenza naturale della legislatura, prevista per la fine del 2025, su volere del neo-nominato Primo ministro Mark Carney, al fine di verificare l’esistenza di un supporto popolare per l’attuazione delle sue politiche, in seguito ai profondi cambiamenti nella politica nazionale determinati dalla sua stessa nomina a capo del governo (dopo le dimissioni di Justin Trudeau) e dalla seconda presidenza di Donald Trump (con i conseguenti risvolti nella politica estera e commerciale statunitense), i quali hanno causato un forte effetto di rimbalzo favorevole nei sondaggi a fronte di uno scenario precedentemente molto peggiore.
Le elezioni, in tale contesto, hanno visto la vittoria del Partito Liberale (LPC-PLC) del Primo ministro uscente, che ha così potuto confermare la propria posizione, sebbene con risultati al di sotto dei pronostici avendo, con 169 seggi, mancato di poco la soglia della maggioranza assoluta. Al secondo posto si è invece posizionato il Partito Conservatore (CPC-PCC) guidato da Pierre Poilievre che, nonostante la mancata vittoria prevista in precedenza, ha registrato comunque un sensibile aumento di consensi rispetto ai pronostici della campagna elettorale, giungendo così a detenere 144 seggi.
In generale, la tornata elettorale è stata spiccatamente bipartitica, in quanto entrambi i partiti principali hanno beneficiato da un forte drenaggio di consensi a discapito delle formazioni minori: particolarmente colpito è stato il Nuovo Partito Democratico (NDP-NPD) guidato da Jagmeet Singh che, eleggendo solo 7 seggi, ha avuto il peggior risultato nella sua storia. Anche il regionalista Blocco del Québec (BQ) guidato da Yves-François Blanchet ha subìto perdite, confermandosi comunque terzo con 22 seggi, mentre il Partito Verde (GPC-PVC), pur avendo perso uno dei suoi due seggi, è riuscito comunque a mantenere la rappresentanza parlamentare.

## Sistema elettorale
Per l’elezione della Camera dei Comuni, l’unica delle due camere del Parlamento del Canada ad essere eletta direttamente dai cittadini, la legge elettorale canadese prevede l’applicazione di un sistema maggioritario secco, attuato, in virtù dei recenti cambiamenti demografici registrati dal censimento del 2021, in 343 collegi uninominali (precedentemente 338).

## Risultati
| Partito Liberale del Canada (LPC-PLC)     | 8 595 488  | 43,76 | 169 |  |  |  |
| Partito Conservatore del Canada (CPC-PCC) | 8 113 484  | 41,31 | 144 |  |  |  |
| Blocco del Québec (BQ)                    | 1 236 349  | 6,29  | 22  |  |  |  |
| Nuovo Partito Democratico (NDP-NPD)       | 1 234 673  | 6,29  | 7   |  |  |  |
| Partito Verde del Canada (GPC-PVC)        | 238 892    | 1,22  | 1   |  |  |  |
| Partito Popolare del Canada (PPC)         | 136 977    | 0,70  | —   |  |  |  |
| Indipendenti (IND)                        | 39 498     | 0,20  | —   |  |  |  |
| Altri (<0,05%)                            | 46 302     | 0,24  | —   |  |  |  |
| Totale                                    | 19 641 663 | 100   | 343 |  |  |  |
|                                           |            |       |     |  |  |  |
| Voti non validi                           | 169 857    | 0,86  |     |  |  |  |
| Votanti                                   | 19 811 520 | 69,45 |     |  |  |  |
| Elettori                                  | 28 525 638 |       |     |  |  |  |

| Riepilogo dei voti (+/- elezioni 2021)  | Riepilogo dei voti (+/- elezioni 2021) | Riepilogo dei voti (+/- elezioni 2021) | Riepilogo dei voti (+/- elezioni 2021) | Riepilogo dei voti (+/- elezioni 2021) | Riepilogo dei voti (+/- elezioni 2021) | Riepilogo dei voti (+/- elezioni 2021) |
| --------------------------------------- | -------------------------------------- | -------------------------------------- | -------------------------------------- | -------------------------------------- | -------------------------------------- | -------------------------------------- |
| Partito Liberale del Canada             | Partito Liberale del Canada            | Partito Liberale del Canada            |                                        |                                        | 43,76%                                 | ▲ 11,14                                |
| Partito Conservatore del Canada         | Partito Conservatore del Canada        | Partito Conservatore del Canada        |                                        |                                        | 41,31%                                 | ▲ 7,57                                 |
| Blocco del Québec                       | Blocco del Québec                      | Blocco del Québec                      |                                        |                                        | 6,29%                                  | ▼ 1,35                                 |
| Nuovo Partito Democratico               | Nuovo Partito Democratico              | Nuovo Partito Democratico              |                                        |                                        | 6,29%                                  | ▼ 11,53                                |
| Partito Verde del Canada                | Partito Verde del Canada               | Partito Verde del Canada               |                                        |                                        | 1,22%                                  | ▼ 1,11                                 |
| Partito Popolare del Canada             | Partito Popolare del Canada            | Partito Popolare del Canada            |                                        |                                        | 0,70%                                  | ▼ 4,24                                 |
| Indipendenti                            | Indipendenti                           | Indipendenti                           |                                        |                                        | 0,20%                                  | ▲ 0,01                                 |
| Altri (<0,05%)                          | Altri (<0,05%)                         | Altri (<0,05%)                         |                                        |                                        | 0,24%                                  | ━                                      |
| Riepilogo dei seggi (+/- elezioni 2021) |                                        |                                        |                                        |                                        |                                        |                                        |
|                                         |                                        |                                        |                                        |                                        |                                        |                                        |
| NDP-NPD                                 | 7                                      | ▼ 18                                   |                                        | LPC-PLC                                | 169                                    | ▲ 10                                   |
| GPC-PVC                                 | 1                                      | ▼ 1                                    |                                        | BQ                                     | 22                                     | ▼ 11                                   |
| CPC-PCC                                 | 144                                    | ▲ 25                                   |                                        |                                        |                                        |                                        |

- Nota: Il partito “Blocco del Québec” (BQ), pur ottenendo una percentuale minore o uguale di voti, ha ottenuto più seggi dei altri partiti con percentuali di voto popolare più alte, per via del fatto che il partito, essendo di tipo regionalista e molto forte in Québec, grazie al sistema maggioritario secco in uso in Canada, ha ottenuto una pluralità di voti in vari distretti della provincia francofona (27,65%), cosa che gli ha permesso di guadagnare tali seggi, ma, a livello nazionale ha effettivamente ottenuto solo il 6,29% dei voti.